# 1598
| [ Edytuj tabelę ]              | |
| Król Polski                    | - 1587 Zygmunt III Waza 1632 |
| Współksiążęta Andory           | - 1588 Andreu Capella 1609 - 1572 Henryk IV Burbon 1610                                                                                        |
| Król Anglii                    | - 1558 Elżbieta I 1603 |
| Elektor Brandenburgii          | - 1571 Jan Jerzy 1598 - 1598 Joachim Fryderyk 1608                                                                                             |
| Książę Bawarii                 | - 1597 Maksymilian I Bawarski 1623 |
| Sułtan Brunei                  | - 1575 Saiful Rijal 1600 |
| Cesarz Chin                    | - 1572 Wanli 1620 |
| Król Czech                     | - 1576 Rudolf II Habsburg 1611 |
| Król Danii                     | - 1588 Chrystian IV 1648 |
| Dalajlama                      | - 1589 Jonten Gjaco 1616 |
| Cesarz Etiopii                 | - 1597 Jakub 1606 |
| Król Francji                   | - 1589 Henryk IV 1610 |
| Król Hiszpanii                 | - 1556 Filip II 1598 - 1598 Filip III 1621 |
| Landgraf Hesji-Kassel          | - 1592 Maurycy Uczony 1627 |
| Stadhouder Holandii            | - 1584 Maurycy Orański 1625 |
| Szach Iranu                    | - 1587 Abbas I Wielki 1629 |
| Państwo Wielkich Mogołów       | - 1556 Akbar 1605 |
| Cesarz Japonii                 | - 1586 Go-Yōzei 1611 |
| Kalif                          | - 1595 Mehmed III 1603 |
| Patriarcha Konstantynopola     | - 1597 Melecjusz I Pigas 1598 - 1598 Mateusz II 1602                                                                                           |
| Władca Korei                   | - 1567 Sŏnjo 1608 |
| Książę Kurlandii i Semigalii   | - 1587 Fryderyk Kettler 1642 - 1587 Wilhelm Kettler 1616                                                                                       |
| Sułtan Maroka                  | - 1578 Ahmad al-Mansur 1603 |
| Senior Monako                  | - 1589 Herkules 1604 |
| Król Nawarry                   | - 1572 Henryk III 1610 |
| Król Norwegii                  | - 1588 Chrystian IV 1648 |
| Sułtan Omanu                   | - 1560 Abd Allah ibn Muhammad 1624 |
| Elektor Palatynatu             | - 1583 Fryderyk IV 1610 |
| Papież                         | - 1592 Klemens VIII 1605 |
| Książę Parmy i Piacenzy        | - 1592 Ranuccio I 1622 |
| Król Portugalii                | - 1581 Filip I 1598 - 1598 Filip II 1621 |
| Książę w Prusach               | - 1568 Albrecht Fryderyk 1618 - 1578 Jerzy Fryderyk (regent) 1603                                                                              |
| Car Rosji                      | - 1584 Fiodor I 1598 - 1598 Borys Godunow 1605                                                                                                 |
| Cesarz Rzymski (niemiecki)     | - 1576 Rudolf II Habsburg 1612 |
| Kapitanowie Regenci San Marino | - 1597 Camillo Bonelli Annibale Belluzzi 1598 - 1598 Giuliano Gozi Francesco Giannini 1598 - 1598 Giambattista Belluzzi Innocenzo Bonelli 1599 |
| Elektor Saksonii               | - 1591 Krystian II Wettyn 1611 |
| Król Szkocji                   | - 1567 Jakub VI 1625 |
| Król Szwecji                   | - 1592 Zygmunt Waza 1598 |
| Król Tajlandii                 | - 1590 Naresuan 1605 |
| Sułtan Turków                  | - 1595 Mehmed III 1603 |
| Doża Wenecji                   | - 1595 Marino Grimani 1606 |
| Król Węgier                    | - 1576 Rudolf II 1608 |

Rok 1598 / MDXCVIII
stulecia: XV wiek ~
XVI wiek ~
XVII wiek

lata: 1588 «
1593 «
1594 «
1595 «
1596 «
1597 «
1598
» 1599
» 1600
» 1601
» 1602
» 1603
» 1608

## Wydarzenia w Polsce
- 10 lutego – zmarła Anna Habsburżanka, królowa Polski i Szwecji. Żona króla Zygmunta III Wazy, matka Władysława IV Wazy. Pochowana została w katedrze wawelskiej.
- 8 marca–13 kwietnia – w Warszawie obradował sejm zwyczajny[1].
- 24 sierpnia – Bardo zostało zalane wskutek osuwiska skalnego na Przełomie Nysy Kłodzkiej.
- Sejm zatwierdził Korekturę pruską.

## Wydarzenia na świecie
- 13 kwietnia – król Francji Henryk IV Burbon ogłosił edykt nantejski o tolerancji religijnej.
- 14 sierpnia – dziewięcioletnia wojna irlandzka: bitwa pod Yellow Ford.
- 31 sierpnia – Polacy pod dowództwem rotmistrza Samuela Gotarda Łaskiego zajęli Sztokholm[2].
- 8 września – zwycięstwo wojsk polskich w bitwie pod Stegeborgiem, podczas wyprawy króla Zygmunta III Wazy do Szwecji.
- 13 września – Filip III został królem Hiszpanii i Portugalii.
- 22 września – angielski pisarz Ben Jonson zastrzelił w pojedynku aktora Gabriela Spensera.
- 25 września – król Zygmunt III Waza poniósł klęskę w bitwie pod Linköping, podczas wyprawy wojennej do Szwecji mającej stłumić bunt księcia Karola Sudermańskiego.
- 16 grudnia – wojna japońsko-koreańska: klęska floty japońskiej w bitwie pod Noryang.
- 21 grudnia – indiańscy powstańcy z plemienia Arakuanów wybili w bitwie pod Curalaba w południowym Chile oddział około 50 Hiszpanów + 300 sprzymierzonych Indian.

- Ukazały się sztuki Wiele hałasu o nic Williama Szekspira i Każdy w swoim humorze Bena Jonsona.
- Jacopo Peri wystawiając w karnawale w pałacu Jacopo Corsiego we Florencji baśń dramatyczną Dafne, zapoczątkował istnienie nowego gatunku – opery[3].

## Urodzili się
- 7 lutego – Michał de Aozaraza (1598-1637)– hiszpański dominikanin, misjonarz na Dalekim Wschodzie, męczennik, święty katolicki (zm. 1637)
- 2 marca – Anna Sydonia cieszyńska, księżniczka cieszyńska z dynastii Piastów (zm. 1619)
- 15 marca – Redempt od Krzyża, portugalski karmelita, misjonarz, męczennik, błogosławiony katolicki (zm. 1638)
- 31 lipca:
  - Alessandro Algardi, włoski rzeźbiarz, architekt (zm. 1654)
  - Agatanioł z Vendôme, francuski kapucyn, misjonarz, męczennik, błogosławiony katolicki (zm. 1638)
- 1 listopada – Jordan Ansalone, włoski dominikanin, misjonarz, męczennik, święty katolicki (zm. 1634)
- 7 grudnia – Giovanni Lorenzo Bernini, włoski rzeźbiarz, architekt, malarz; jeden z najwybitniejszych artystów baroku (zm. 1680)

- data dzienna nieznana:
  - Marcin od św. Mikołaja, hiszpański augustianin rekolekta, misjonarz w Japonii, męczennik, błogosławiony katolicki (zm. 1632)
  - Tomasz od św. Jacka, japoński dominikanin, męczennik, błogosławiony katolicki (zm. 1628)

## Zmarli
- 17 stycznia – Fiodor I, car Rosji (ur. 1557)
- 10 lutego – Anna Habsburżanka, królowa polska i szwedzka, pierwsza żona Zygmunta III Wazy (ur. 1573)
- 28 czerwca – Abraham Ortelius, flamandzki geograf, kartograf, historyk i wydawca map (ur. 1527)
- 12 lipca – Jan Jones, walijski franciszkanin, męczennik, święty katolicki (ur. 1559)
- 13 września – Filip II Habsburg, król Neapolu i Sycylii, władca Niderlandów, król Hiszpanii i Portugalii (ur. 1527)

- data dzienna nieznana: 
  - Ernest Weiher – polski magnat, starosta pucki (ur. 1517 ?)

## Święta ruchome
- Wielkanoc: 22 marca
- Poniedziałek Wielkanocny: 23 marca
- Wniebowstąpienie Pańskie: 30 kwietnia
- Zesłanie Ducha Świętego: 10 maja
- Boże Ciało: 21 maja